# Christoph Pfau

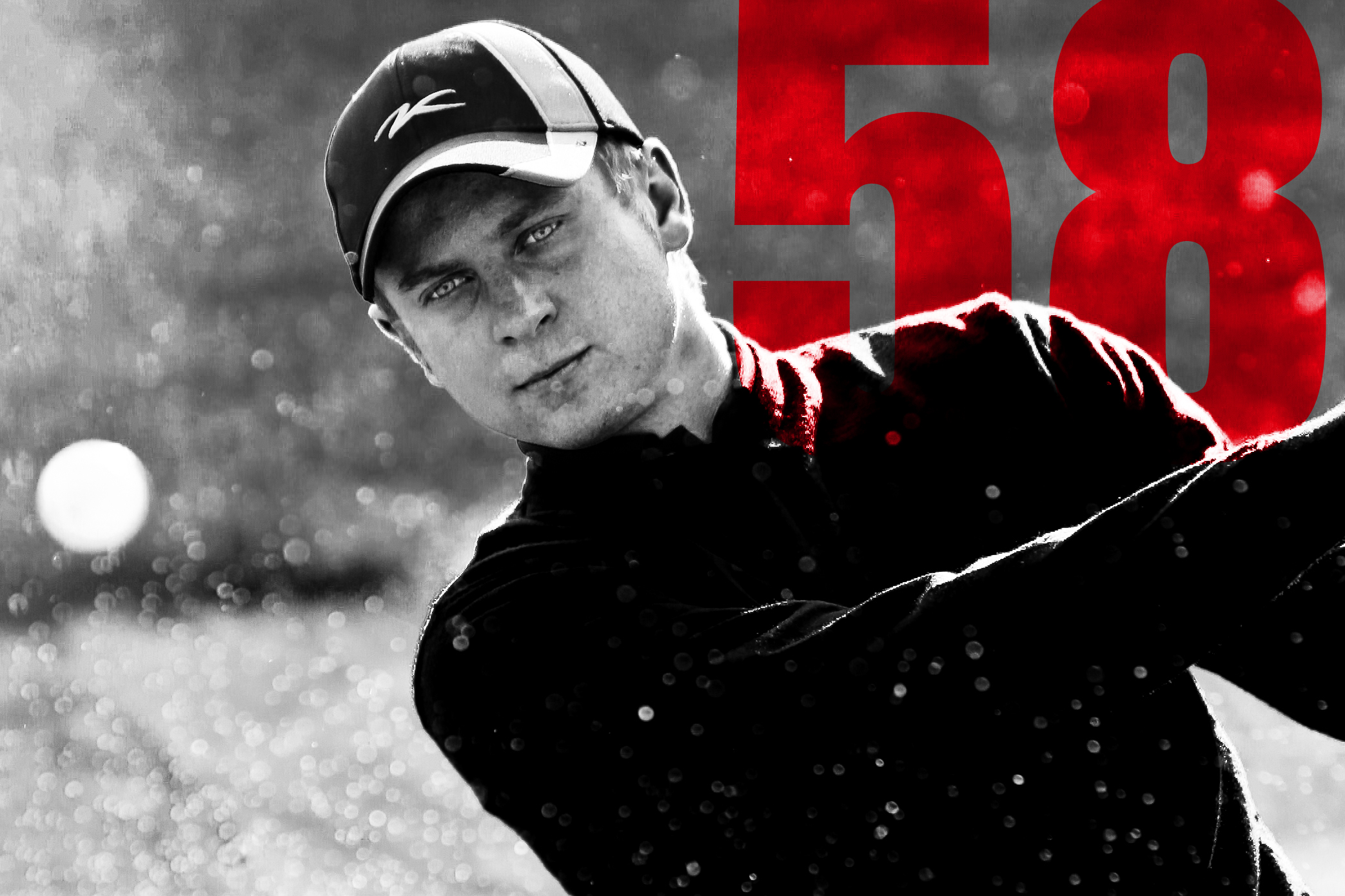
Christoph Pfau

Christoph Martin Pfau (* 8. August 1984 in Salzburg) ist ein österreichischer Golfspieler.

## Leben
Mit dem Golfspiel begann Pfau mit sieben Jahren im GC Salzburg-Rif. Sein erster Lehrer war dort Alex Müller.
Nach Absolvierung der Hauptschule, des Polylehrgangs und einer Lehre als Bürokaufmann, sowie ersten Erfolgen auf Landesebene und dem 2. Platz bei den österreichischen Junioren-Meisterschaften, erfolgte die Aufnahme in den österreichischen Nationalkader.
Im Herbst 2007 wechselte er ins Professionallager und gewann bereits bei seinem zweiten Antreten als Profi bei der Sueno Classic sein erstes Preisgeld.
Im September 2011 sortgt Pfau für Aufsehen. Bei seiner zweiten Turnierrunde bei der Austrian PGA Championship benötigte er nur 58 Schläge – 13 unter Par auf dem Par 71-Kurs. Runden unter 60 sind sehr selten und waren zuvor nur wenigen Spielern gelungen.

## Karriere
| - 2005 - Sieger Kärntner Landesmeisterschaft, - 2. österr. Junioren-Meisterschaften - 2006 - 4. Russische offene Amateur-Meisterschaften, - Sieger Salzburger Landesmeisterschaft, - Österr. Match-Play-Staatsmeister, Teilnahme an Einzel-EM - 2007 - Sieger Steirische Landesmeisterschaft - Sieger Oberösterreichische Landesmeisterschaften, - Teilnahme Sherry-Cup und Brabazon-Trohy | Professionalkarriere: Pro seit Oktober 2007 - 2008 - 2. Platz AT-Tour Dobro Jutro Open 2008 in Ptuj (€ 4.432), - 14. Platz AT-Tour Czech Golf Open 2008 in Mnich, - 30. MAN Adamstal (Challenge Tour), - 21. Platz AT-Tour Trophee Prevens 2008 - 7. Platz EPD-Tour Sueno Classic 2008 in Belek - 14. Platz EPD-Tour Sempachersee 2008 in Luzern - 12. European Tour Qualifying School 1 Stage 2008 - 2009 - 2. Platz EPD-Tour Sueno Dunes Classic in Belek - 2. Platz EPD-Tour Fleesensee Classic - 4. Platz EPD-Tour Baden-Württemberg Open - 12. Gesamtplatz und bester Österreicher auf der EPD-Tour - 2. Platz Österreichische PGA Meisterschaften Teilnahme Austrian Open Fontana (Europeantour) - 2010 - 4. Platz EPD-Tour Coburg Brose Open - 8. Platz EPD-Tour Pfaffing Classic - 5. Platz EPD-Tour Chronos Cup - Ulm - 2011 - 1. Platz PGA Championships of Austria (58 Runde) - 5. Platz EPD-Tour Coburg Open |